# Chungju Hummel FC
O Chungju Hummel FC foi um clube de futebol sul-coreano sediado em Chungju.

## História
O clube foi fundado em 1999, na qual realocou de cidade várias vezes sendo um clube semi-profissional que disputava ligas amadoras até 2013. Em 2010, o clube mudou o nome para o atual e a categoria para profissional, ingressando na K-League em 2013. Após a temporada de 2016 a equipe se dissolveu.

### Histórico de nomes
- 1999 : Fundado como Hummel Korea FC
- 2003 : Renomeado Uijeongbu Hummel FC
- 2006 : Renomeado Icheon Hummel FC
- 2008 : Renomeado Nowon Hummel FC
- 2010 : Renomeado Chungju Hummel FC